# Society of Independent Artists

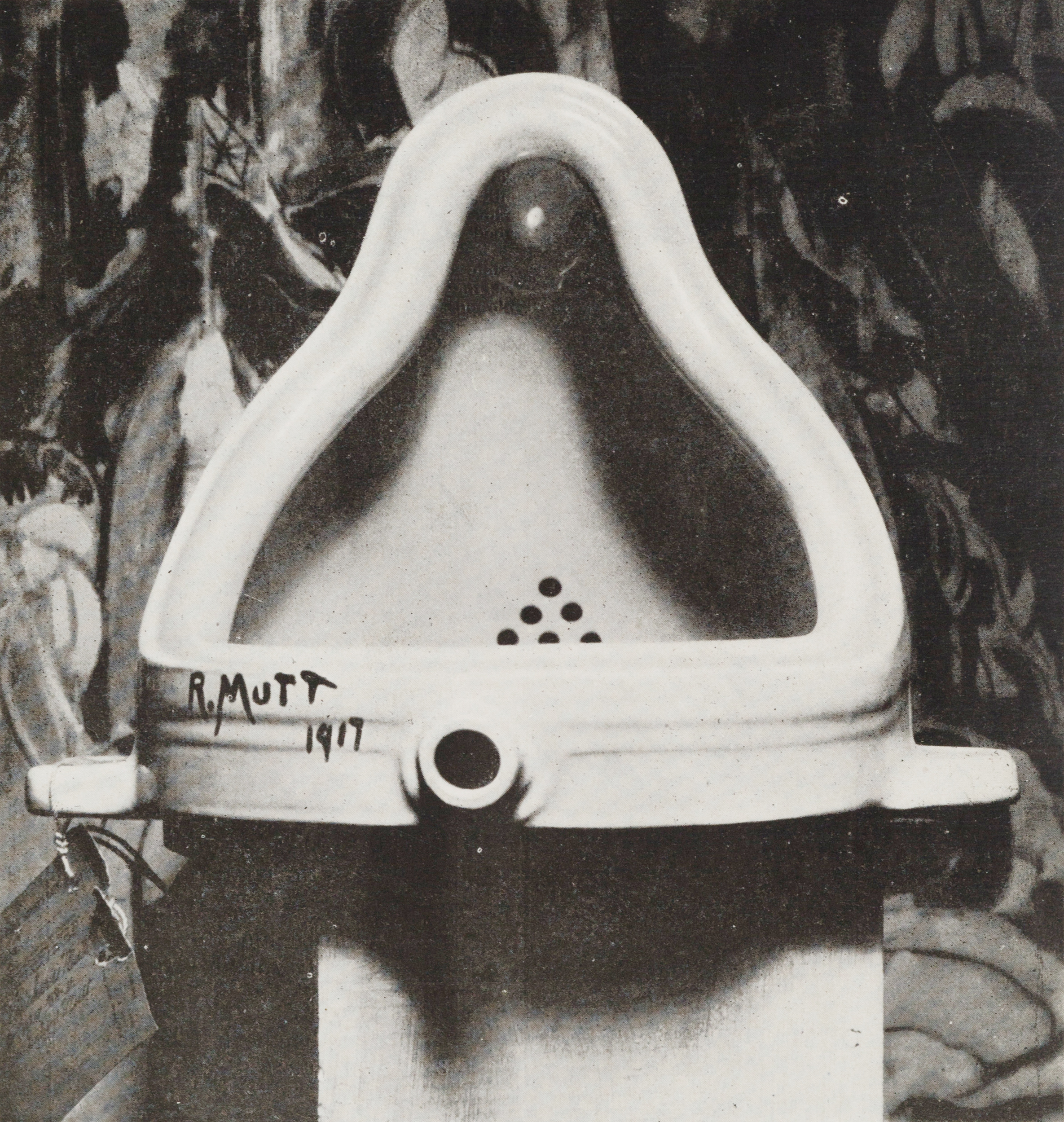
Originalet till Fountain på Grand Central Palace i New York efter 1917 års Society of Independent Artists-utställning. Bakgrunden är The Warriors av Marsden Hartley.

Society of Independent Artists var en sammanslutning av amerikanska konstnärer med bas i New York i USA, vilken bildades 1916.
Society of Independent Artists i New York var modellerad på den franska Société des artistes indépendants. Sammanslutningens ändamål var att hålla årliga utställningar av avant-garde-artister. Utställningarna skulle vara öppna för alla, och utställningarna skulle inte var föremål för urval av någon jury och inte ha priser. Enda villkoret skulle vara att utställaren betalade en medlemsavgift på sex dollar och en anmälningsavgift. Föreningen bildades av Walter Arensberg, John Covert, Marcel Duchamp, Katherine Dreier, William Glackens, Albert Gleizes, John Marin, Walter Pach, Man Ray, John Sloan och Joseph Stella. 
Sammanslutningens "First Annual Exhibition" på Grand Central Palace i New York 10 april - 6 maj 1917 bestod av 2.000 konstobjekt och hade en katalog i vilken dessa togs upp i alfabetisk ordning efter konstnärens efternamn, vilket också återspeglade deras hängningsordning. Det fanns konst från hela världen, men flertalet var från konstnärer från New York och övriga USA:s östkust.
Marcel Duchamp avgick ur styrelsen inför den första utställningen, efter det att styrelsen refuserat den inlämnade pissoaren Fountain, signerad R. Mutt. Han menade att detta visade att utställningen i själva verket inte var öppen. 
Sammanslutningens första ordförande var William Glackens, och efter honom var John Sloan ordförande från 1918 till sin död 1951. Abraham Solomon Baylinson var sekreterare 1918-34.